# Fredrik Franson

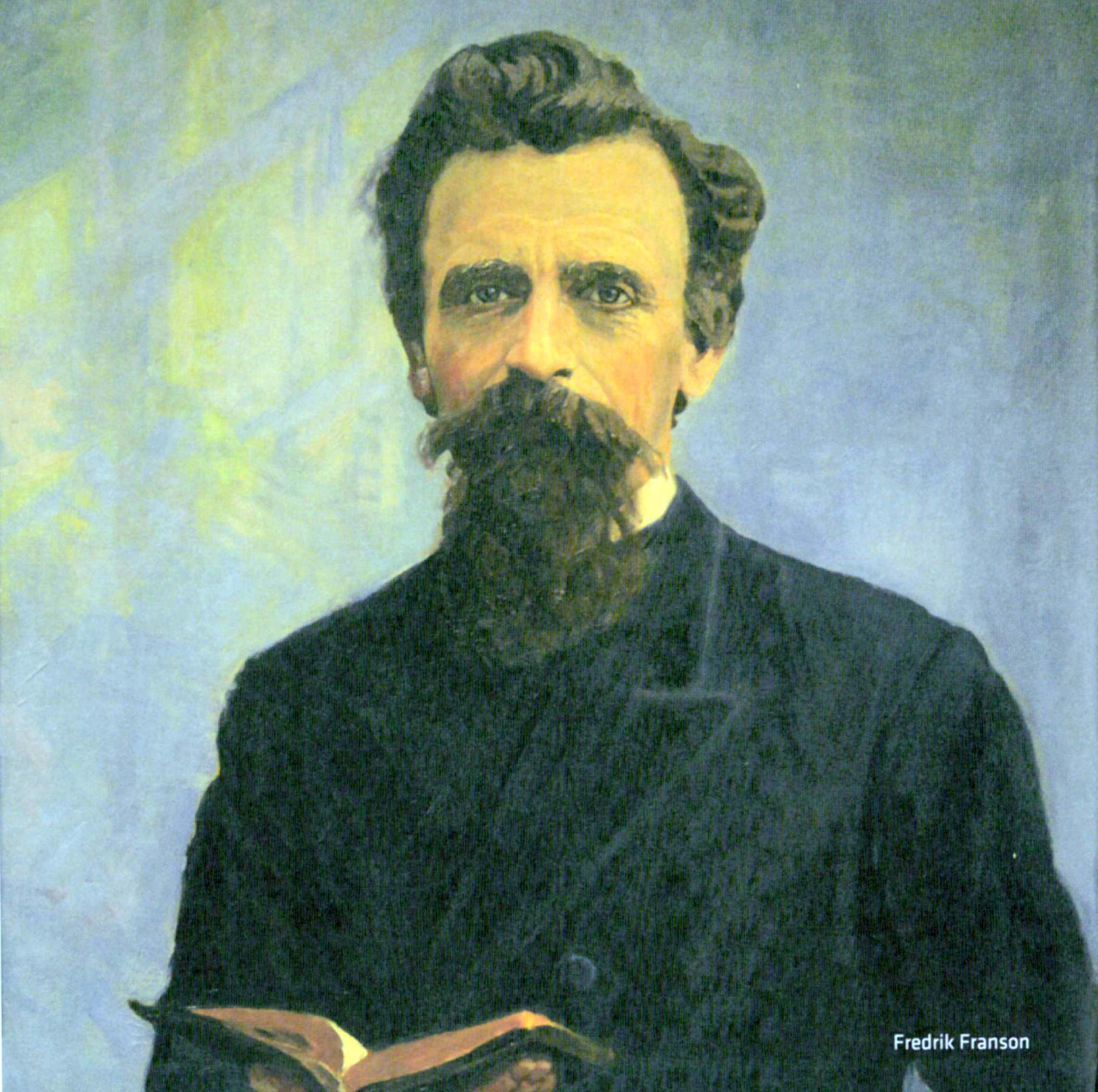
Fredrik Franson

Fredrik Franson (* 17. Juni 1852 in Nora, Schweden; † 2. August 1908 in Idaho Springs, Colorado) war ein schwedischer Evangelist, Gründer von Kirchgemeinden, Gemeindeverbänden und mehrerer Missionsgesellschaften, u. a. der Allianz-Mission.

## Leben
Franson war ein Sohn eines armen Grubenarbeiters. Als Siebzehnjähriger wanderte er 1870 mit seinen Eltern nach Amerika aus. 1875 lernte er in Chicago den bekannten Evangelisten Dwight L. Moody (1837–1899) kennen und wurde sein enger Mitarbeiter bei dessen Evangelisationsveranstaltungen. Bald machte er sich aber von Moody unabhängig, er begann selber zu evangelisieren und evangelikale Gemeinden aufzubauen. So gründete er die losen Gemeindeverbände der Covenant Church und der Evangelical Free Church in den USA, die heute zum Internationalen Bund Freier Evangelischer Gemeinden gehören.
Ab 1881 begann Franson eine weltweite Reisetätigkeit, zuerst nach Skandinavien, dann nach Deutschland und in weitere europäische Staaten und später darüber hinaus. Viele Menschen fanden durch ihn zu einem persönlichen Glauben an Jesus Christus. 1883 publizierte er das skandinavische Gesangbuch Evangelii Basun mit 360 erwecklichen Evangeliumsliedern, das mehrere Auflagen erreichte. In Dänemark kam er einmal für 38 Tage ins Gefängnis, weil er Heilungsveranstaltungen durchgeführt hatte. Er war weltweit gut vernetzt und kannte viele Vertreter der Weltweiten Evangelischen Allianz, der Heiligungsbewegung, der Gemeinschaftsbewegung, der Sonntagsschulvereinigung und verschiedener Glaubensmissionen. Für die China-Inland-Mission sandte er als Freund und Partner etliche Missionare aus.

## Gründungen
Vierzehn Missionsgesellschaften bzw. freikirchliche Gemeindeverbände in Europa und den USA gehen auf Frederik Franson zurück. In Deutschland war es Carl Polnick (1856–1919), mit dem er 1889 die Allianz-Mission ins Leben rief, die heute die Auslandsmission des Bundes Freier evangelischer Gemeinden ist. Weiter sind zu nennen:
- Armenische Evangelische Bruderschaft
- Bund Freier evangelischer Gemeinden in Amerika
- Dänischer Missionsbund
- Evangelische Allianz-Mission in Amerika
- Finnische Freikirche
- Freier Finnischer Missionsbund
- Norwegische Allianz-Mission
- Norwegischer Missionsbund
- Schwedische Allianz-Mission
- Schwedische Evangelische Mission
- Schwedische Heiligungs-Mission
- Schweizer Allianz Mission
- Vandsburger Zweig des Deutschen Gemeinschafts-Diakonieverbandes

Franson war einer der ersten Missionsgründer, der Frauen als gleichberechtigte Mitarbeiterinnen in Evangelisation und Verkündigung beteiligt hatte. Er berief sich dabei unter anderem auf das alttestamentliche Buch Joel 3,1: „[…] eure Söhne und Töchter sollen weissagen“.
Zudem führte er Nachtreffen und Glaubenskurse für Interessierte nach den Evangelisationsveranstaltungen durch. Als seine Mission verstand er sowohl Evangelisation als auch Diakonie.